# Шёман, Розалия
Розалия София Шёман, урождённая Хаммарквист (швед. Rosalie Sofie Sjöman; 16 октября 1833, Кальмар — 25 января 1919, Стокгольм) — шведский фотограф.

## Биография
Розалия Хаммарквист родилась в 1833 году в Кальмаре. Её отец был капитаном торгового судна. Капитаном был и Свен Шёман, муж Розалии, за которого она вышла в возрасте 22 лет. Супруги поселились в Стокгольме, где в 1857 году родился их первый сын, а три года спустя — второй. В 1861 году родилась дочь Анна. В 1864 году Свен Шёман умер, и Розалия осталась одна с тремя детьми.
В 1864 году Розалия открыла собственное фотоателье. Дело шло успешно, и к концу 1870-х у неё уже было пять сотрудниц. Позднее R. Sjöman & Comp. открыла филиалы в Хальмстаде, Кальмаре и Ваксхольме. Сохранилась большая коллекция портретов для визитных карточек, выполненных в её ателье: в 1860-х годах подобные снимки как раз вошли в моду. Розалия также делала классические фотопортреты и постановочные сцены. Кроме того, известностью пользовались её раскрашенные вручную снимки и фотографии на эмали.
Розалия Шёман работала в период расцвета фотографии, когда это искусство, придя в Швецию из Франции, стало популярным и общедоступным. Она была не единственной женщиной-фотографом: в то время подобное занятие было широко распространено среди женщин. Пионером документальной фотографии стала Лоттен фон Дюбен, сопровождавшая своего мужа в Лапландию и запечатлевавшая быт саамов. Эмма Шенсон получила известность благодаря фотографиям архитектуры. Берта Валериус была известным фотографом-портретистом, среди её клиентов были члены королевской семьи. Фотографии, созданные этими женщинами, в настоящее время хранятся в Музее современного искусства в Стокгольме и в Музее северных стран.
Розалия Шёман умерла в 1919 году в Стокгольме и была похоронена на Северном кладбище в Сольне.